# Madame de Beaumer
Madame de Beaumer, född 1720, död 1766, var en fransk journalist. 
Hennes bakgrund och privatliv är så gott som totalt okänt. Hon tros ursprungligen ha varit från Nederländerna och möjligen medlem av en adoptionsloge för kvinnliga frimurare där. 
Hon var redaktör för Journal des Dames mellan 1761 och 1763. Under hennes tid som redaktör förvandlades tidskriften från en rojalistisk modetidning som ansågs så ofarlig att censuren ignorerade den, till en radikal intellektuell feministisk tidskrift. Hon var inte den första kvinnliga journalisten i Frankrike (Anne-Marguerite Petit Dunoyer varit aktiv långt tidigare) men hon ses som den första kvinnliga journalist som framförde feministiska idéer i pressen: det enda tidigare exemplet var Mlle Barbier, som utgav La Spectatrice 1726–1730, men Barbier, som presenterade sig som hermafrodit, är oidentifierad och kan ha varit man. Beaumer förespråkade utbildning, yrkesarbete och ett frigjort och oberoende liv för kvinnor i en konfrontativ och utmanande odiplomatisk ton.  
Hon sålde 1763 tidningen till Catherine Michelle de Maisonneuve.